# Арат із Сол
Арат із Сол (грец. Ἄρατος ὁ Σολεύς; бл. 315 до н. е. — 240 до н. е.) — давньогрецький дидактичний поет і астроном.

## Біографічні відомості

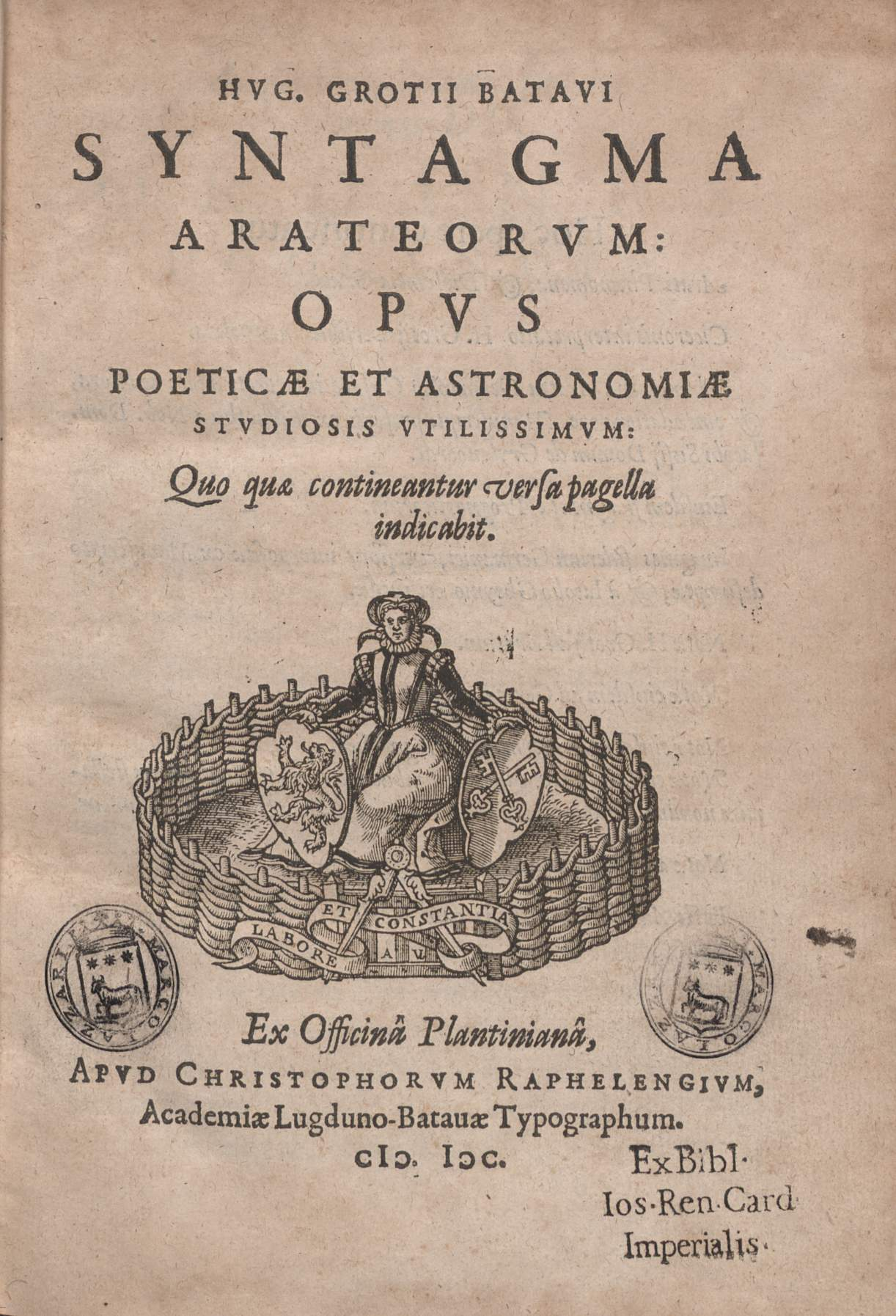
Phaenomena

Народився в Кілікії, близько 276 до н. е. був запрошений до двору македонського правителя Антигона II Гоната, помер у Македонії.
Арату належать астрономічна поема «Явища» (грец. φαινόμενα) в 732 віршах і поема «Ознаки погоди» (грец. διοσημεία) в 422 віршах.
«Явища» Арата засновані на прозовому творі Евдокса Кнідського. У вступній частині поеми описана геоцентрична система світу з нерухомою Землею і сферичним небозводом, що обертається навколо неї, перераховані основні небесні круги, описано рух Сонця по екліптиці серед знаків зодіаку. Далі перераховуються сузір'я, які можливо спостерігати з широти Кніда, і порядок їх обертань.
Арат не був астрономом-спостерігачем, тому його поема містить ряд помилок, що виникли при недостатньо уважному перетлумачення прози Евдокса. Поема написана на гомерівському діалекті і може розглядатися як зразок витонченого елліністичного стилю. Вона справила величезний вплив на подальшу літературну традицію.
«Ознаки погоди» засновані почасти на «Метеорологіці» Аристотеля, почасти — на творі Теофраста, почасти — на «Працях і днях» Гесіода.

## Тексти і переклади
- Арат. Явления. / Пер. и комм. А. А. Россиуса. // Небо, наука, поэзия. М.: Изд-во МГУ, 1992. С. 25-61 и комм. на с. 119—189.
- Арат. Явления. / Пер., вступ. ст. и комм. К. А. Богданова. (Серия «Античная библиотека». Раздел «Античная литература»). СПб., Алетейя, 2000. 256 стр.
- Переклад в серії «Loeb Classical Library»: онлайн
- В серії «Collection Budé»(інші мови): Aratos. Phénomènes. Texte établi, traduit et commenté par J. Martin. 2e tirage 2002. CLXXXVII, 772 p. ISBN 978-2-251-00470-9